# Hierodulella soror
Hierodulella soror är en bönsyrseart som beskrevs av Max Beier 1935. Hierodulella soror ingår i släktet Hierodulella och familjen Mantidae. Inga underarter finns listade i Catalogue of Life.